# Храм Феодора Стратилата у Фуні
Храм Феодора Стратилата у Фуні (грец. Θεόδωρος ο Στρατηλάτης, Ай-Тодор, Άγιος Τόντορ) — середньовічний православний храм у складі комплексу фортеці Фуна (грец. Φουνα) князівства Феодоро (Крим). Зведений, ймовірно, не раніше 1422 року. Перебудовувався в 1459 і після османського завоювання. Під час турецького панування був культовою спорудою для християн Алуштинської долини аж до переселення останніх до північного Приазов'я 1778 року.
У занедбаному вигляді храм зберігався до кінця ХІХ століття. До руйнування було обстежено Олександром Бертьє-Делагардом. Постраждав під час великого обвалу Демерджі 1894 року. Після землетрусу 1927 року будинок звалився. Збереглася лише кладка першого поверху та одна зі стін другого поверху. У 1960–1990 роках досліджувався в ході археологічних розкопок. Руїни храму були частково реставровані та законсервовані. В цей час входить в експозицію музею «Фортеця Фуна».
В Україні — пам'ятка культурної спадщини національного значення як складова частина археологічного комплексу «Сторожове укріплення Фуна» Охр. № 010005-Н.
У Російській Федерації, яка окупувала Крим, є об'єктом культурної спадщини федерального значення — Об'єкт культурної спадщини народів РФ федерального значення. Рег. № 911540359960006 (ЄДРОКН).

## Історія
Вперше фортеця і парафія Фуна згадується в патріарших актах 1377—1379, 1384 і 1390 років як предмет суперечки між Херсонським, Готським і Сугдейським митрополитами, а також у схожих за датами казначейських списках Каффи. У середньовіччі повз укріплення пролягав торговий шлях з Горзувіта (Гурзуфа) та Алустона (Алушти) у степовий Крим. Після переходу під контроль Генуезької республіки кримського узбережжя від Кафи до Чембало та утворення Газарії, князівство Феодоро побудувало ряд фортець, що розташовувалися вище в горах, навпроти головних фортець генуезців. Вони контролювали й стримували поступ супротивника вглиб Кримського півострова, з іншого боку, були плацдармами для захоплення прибережних міст. Їхнє зведення було викликане боротьбою між князівством і генуезцями за контроль над торгівлею в регіоні. Фортеця Фуна в цій системі виконувала роль східного прикордонного форпосту, центру округу Кінсанус, яка не лише протистояла генуезькій фортеці Луста, а й контролювала важливий караванний шлях.

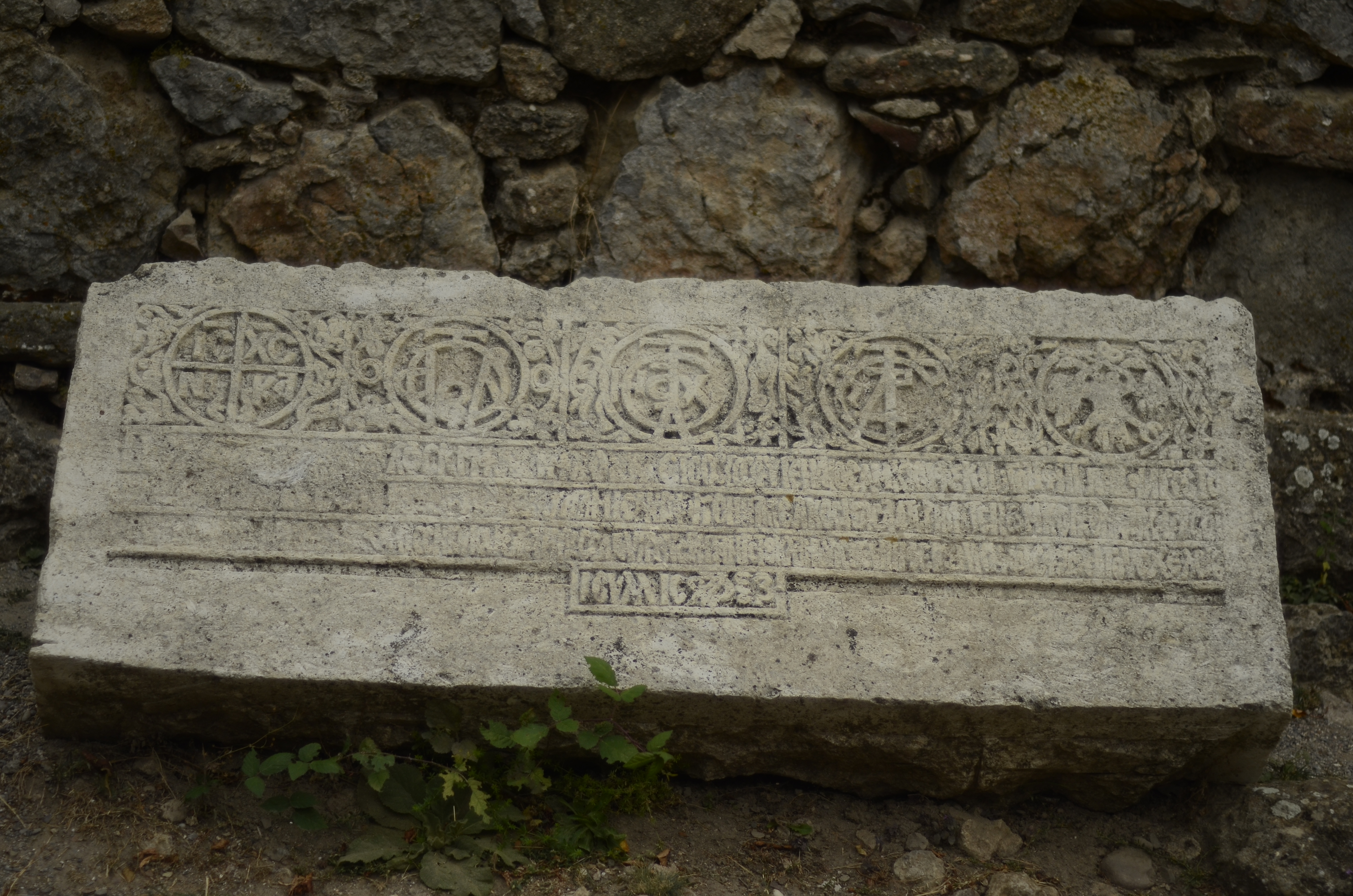
Закладна плита 1459 (з розкопок 1982, реконструйована копія, оригінал фрагментований на 3 частини)

За даними В. Кирилка, що узагальнив ранні роботи й провели комплексне архітектурно-археологічне дослідження пам'ятника, фортеця була зведена не раніше 1422 року і не пізніше кінця 1423 року, найімовірніше, навесні-літом 1423 року. У жовтні-листопаді 1423 року зміцнення зазнало руйнування внаслідок землетрусу. Імовірно, в 1425 Фуна була відновлена, проте після постраждала від пожежі, причини й дата якого невідомі. Зрадити зміцнення вогню могли генуезці, у ході війни 1434 року які почали проти феодоритів експедицію на чолі з Карло Ломеллини, чи османи, які у 1447 і 1454 роках грабували узбережжя. У 1459 році кріпосний ансамбль зазнав ґрунтовної перебудови й був перетворений феодоритами на замок. Збереглася однозначно датована і багато прикрашена заставна плита. Було зведено 15-метровий триярусний донжон, внутрішні розміри якого становили приблизно 6 на 10 метрів при товщині стін 2,3 метра. Він був розташований у районі воріт, забезпечував прикриття вилазних хвірток та простріл прилеглої площі цитаделі. Гарнізон замку складав приблизно 30-40 воїнів. В оборонну структуру стін була вбудована й одноповерхова двоповерхова церква.

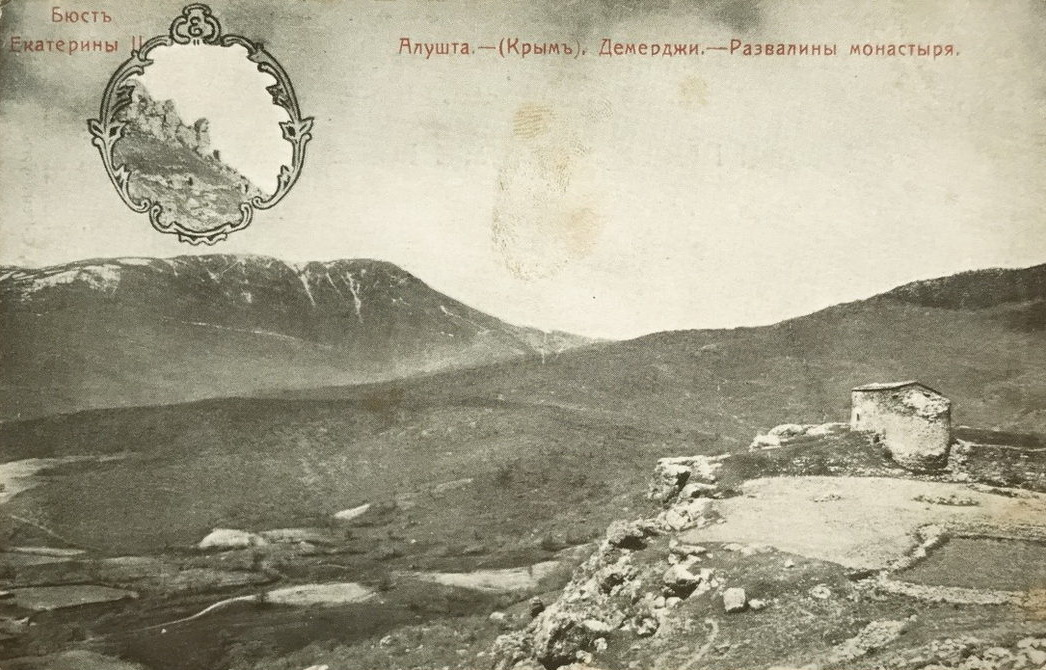
Вид на руїни фортеці Фуна та храм Феодора Стратилата, поштова картка, кінець XIX століття

Це була головна, але не єдина культова споруда поселення Фуна. За межами фортеці археологами було виявлено також маленьку цвинтарну каплицю.
1475 року в результаті захоплення Криму турками-османами фортеця Фуна припинила своє існування як фортифікаційну споруду і занепала. Церква Феодора Стратилата вціліла. Пізніше вона неодноразово перебудовувалась і служила головним храмом для християн Алуштинської долини.
В 1778 після російсько-турецької війни, бажаючи послабити Кримське ханство, Російська імперія ініціювала переселення християнського населення Криму в північне Приазов'я. Прихід і церква в Демерджі (колишній Фуне) спорожніли, проте навіть у першій половині XIX століття, після входження Криму до складу Таврійської губернії, будівля перебувала у задовільному стані. Храм був описаний П. И. Кёппеном. Приблизно до цього часу (1836) належать письмові опитування старожилів Алушти, греків Маріупольського повіту, про найменування храму і зафіксовано його посвяту святому Феодору Стратилату.
1842 року за вказівкою Михайла Воронцова в Алушті за проєктом Джорджо Торрічеллі був побудований і освячений новий храм Феодора Стратилата, причому він розглядався як наступник історичного.
1889 року храм у Демерджі був обстежений, виміряний і сфотографований Олександром Бертьє-Делагардом, який в 1918—1920 роках опублікував кілька робіт, що мають наукове значення до теперішнього часу.
В результаті обвалу південної скельної стіни Демерджі 1894 року та наступних обвалів селище перемістилося на 1,5 км на південь. Храм теж постраждав, але не впав. Значну шкоду будівлі завдали землетруси 1927 року. Стіни будівлі обрушилися, зберігся лише перший поверх і одиночна бічна стіна.

## Архітектура храму та її дослідження

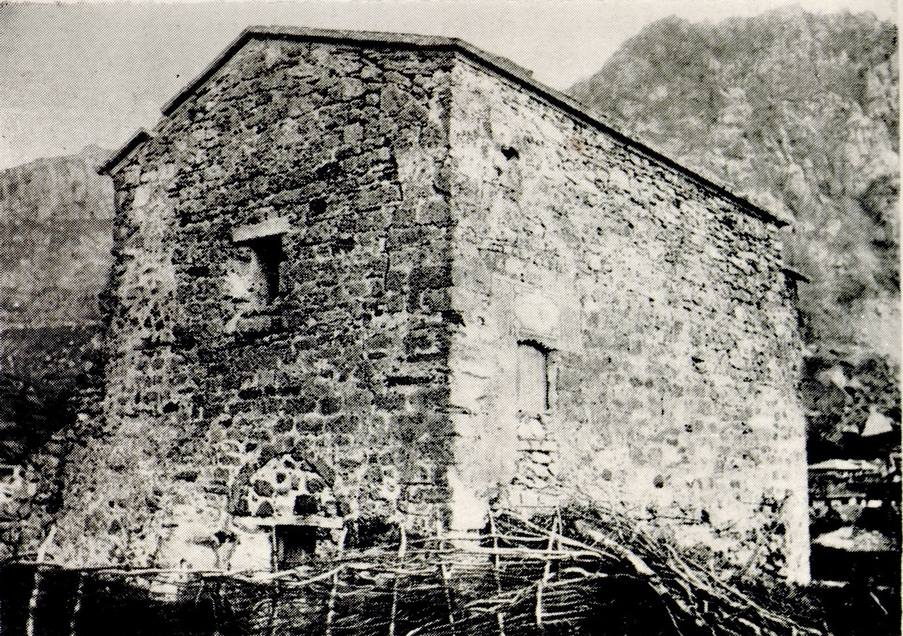
Храм Феодора Стратилата у фортеці Фуна до руйнування. Фото А. Л. Бертьє-Делагарда. 1889 рік

Завдяки роботам дослідників XVIII—XIX століть, а також розкопкам другої половини XX століття, фортеця Фуна та храм Феодора Стратилата описані досить детально.
Фортеця Фуна була розташована на захід від селища, на кромці гребеня, у місці, зручному для оборони та контролю над дорогою. Розміри фортифікаційної споруди становили по осі північ-південь 106 м, по осі захід-схід 57 м. З заходу фортеця була обмежена стрімкими скелями, з інших сторін її оточували сильні стіни. Стіни збереглися на висоту близько 4,5 м. Товщина їх на цьому рівні досягає 1,85 м, біля основи вона значно товща. На п'ятому метрі стін фортеці знаходився нижній поверх вівтарної апсиди двоповерхового храму Феодора Стратилата, включеного в систему фортифікації. Використання церков як частини системи оборонних споруд й у середньовічної епохи. Храми-бастіони, подібні до храму Феодора Стратилата у Фуні, є в багатьох оборонних комплексах Криму — Ескі-Кермені, Сюйрені, Мангупі та інших.
Фортечна церква Фуни була одноапсидною, з коробовим, тобто циліндричним, склепінням і арками — стрілчастою та кільоподібною формою. Розміри — 15×10,4 м, храм придбав після перебудови після XV століття. Орієнтована будівля була у християнській традиції із заходу на схід. Зовні наличники вікон церкви прикрашав різьблений орнамент у сельджуцькому стилі, характерний для Малої Азії в період пізнього середньовіччя. Нижній поверх храму з потовщеною кладкою був одним з опорних бастіонів фортеці. Для служб призначався другий поверх. З боків уздовж його стін розташовувалися невеликі колони, увінчані капітелями з різьбленням у вигляді стилізованого листя аканфа — популярний у пізній Візантії варіант коринфського ордера. Замальовку однією з них навів А. Л. Бертьє-Делагард. Подібна капітель, яку використовували як будівельний камінь при перебудові церкви, була виявлена при розкопках в 1966 році в кладці західної стіни.

Храм мав два входи. Один у західній стіні, з восьмикутними колонами на всі боки, з капітелями, висотою 1,2 м і діаметром 0,46 м. Він вів на перший поверх, в оборонний каземат. Звідси внутрішніми сходами можна було піднятися на другий поверх, безпосередньо до храму. Другі двері були розташовані на рівні другого поверху в південній стіні, поблизу південно-західного її кута. До неї зовні храму були прибудовані сходи. Лиштва дверей вінчала велика кам'яна плита зі складним рослинним орнаментом, що варіює малоазійські декоративні мотиви. При розкопках першого поверху було виявлено середньовічну черепицю, уламки гончарного та поливного посуду. Частка посуду тут виявилася меншою порівняно із зібраною на поселенні. Це опосередковано свідчить про те, що у казематі постійно жили. У храмі ж використовувався більш дорогий, парадний посуд.

Архітектурні обміри А. Л. Бертьє-Делагарда 1889 і стадії руйнування храму Фуні
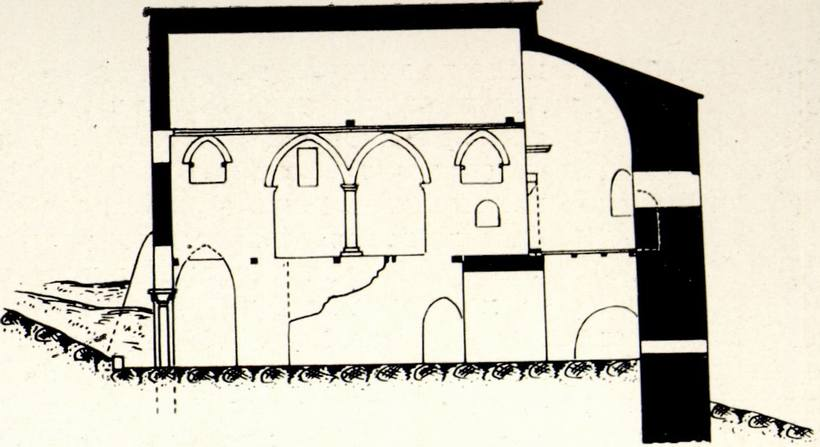
Розріз храму Фуні (вид на північний бік)
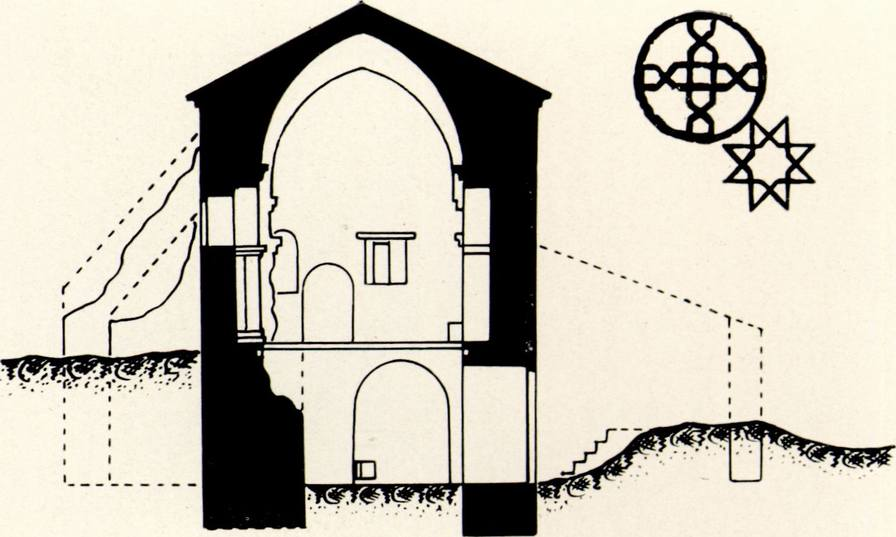
Поперечний розріз храму Фуні (вид на вівтар)
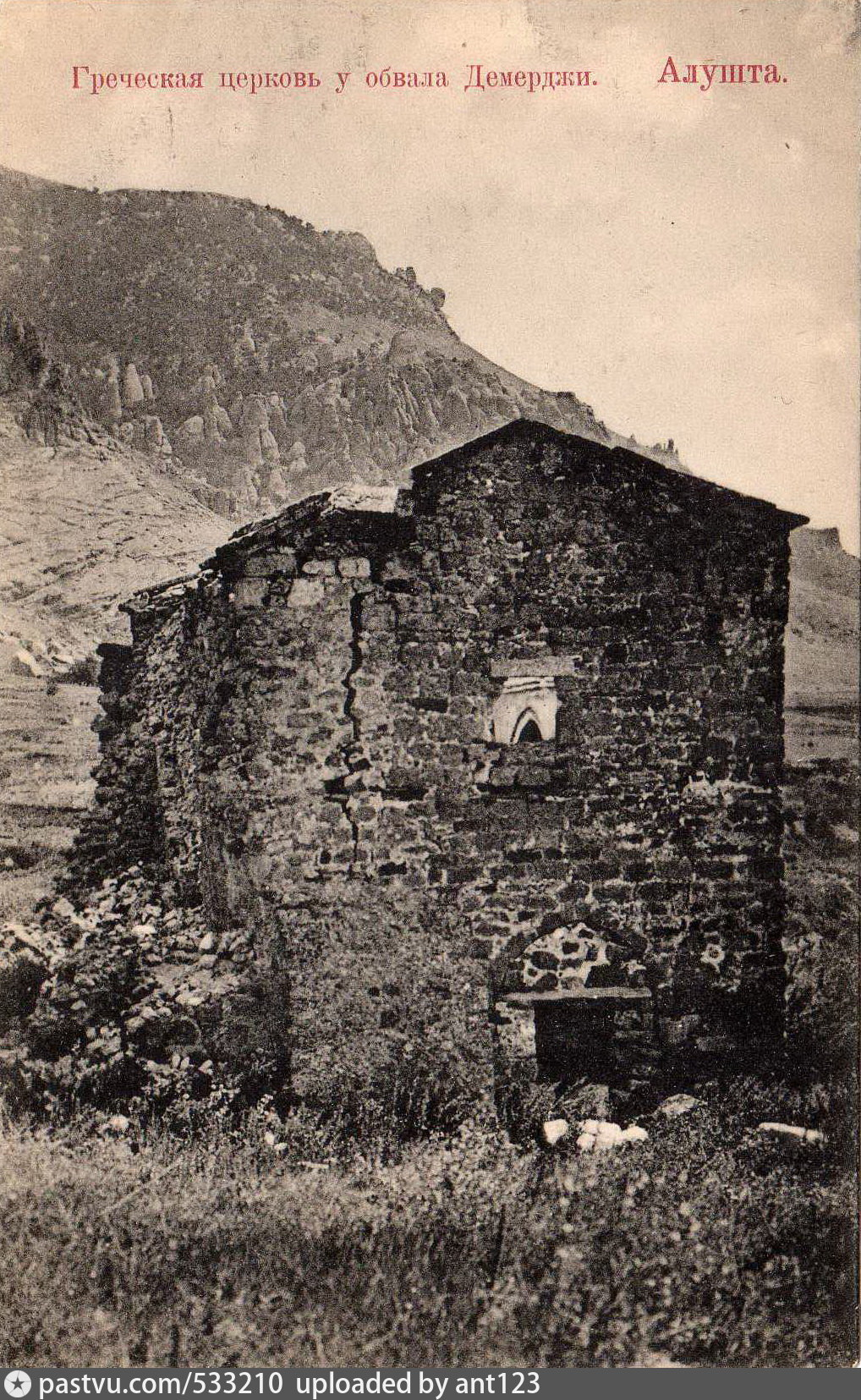
Ушкодження храму у Фуні після обвалу Демерджі 1894 року, поштова картка 1900-х років. Північна стіна відходить від будівлі, що загрожує обваленням арочних склепінь
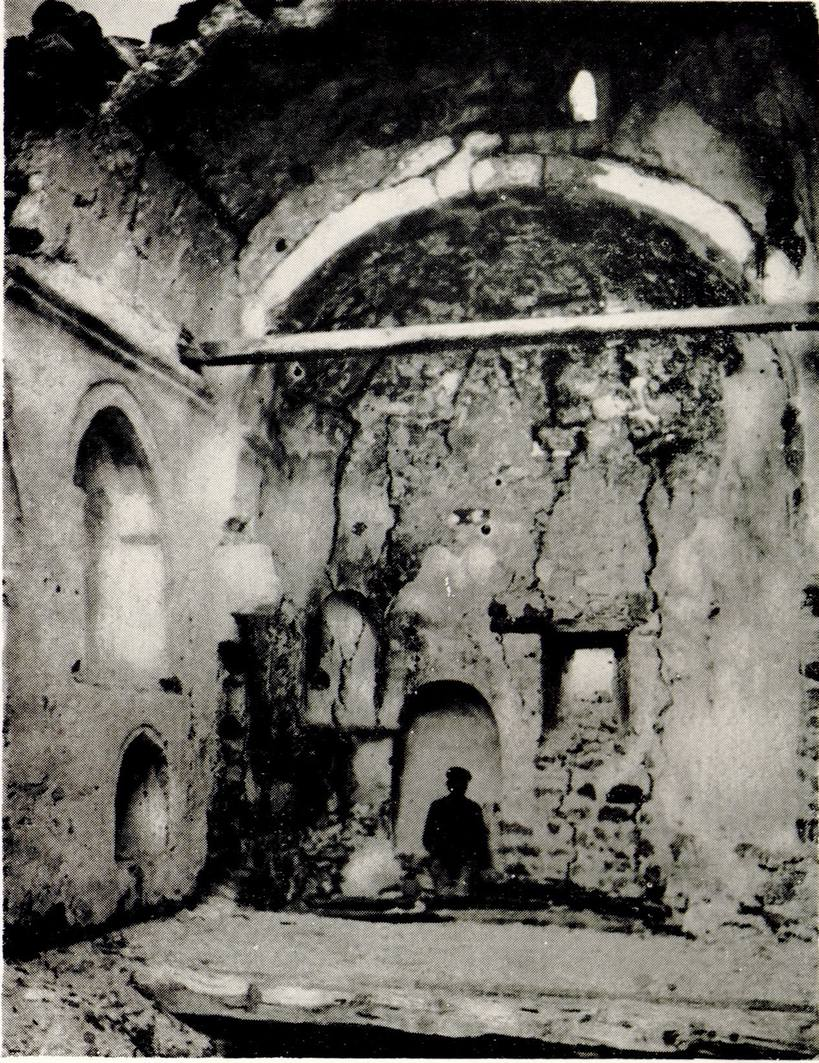
Інтер'єр напівзруйнованого храму Фуні. Фото Петра Двойченка, 1911 рік. Аркове склепіння частично впало разом із перекриттями іншого поверху.

Під час розкопок у західній частині храму було встановлено, що церква перебудовувалась після XV ст. При цьому південна та північна стіни храму були зменшені, а західна, яку довелося у зв'язку з цим перекладати наново, потовщена. Північну стіну було укріплено трьома контрфорсами, а до південної додано прибудову. Висота вівтарної апсиди, що збереглася, досягає 5 м. Товщина стіни у верхнього краю апсиди дорівнює 2,25 м і на 0,4 м більше, ніж у самого заснування оборонних стін. При перебудові стіна апсиди була розширена до основи, і кріпосна церква стала однією з найпотужніших ділянок оборони укріплення. Біля входу в храм і вздовж усієї західної стіни було виявлено вимощення з великого каменю. Її споруда, ймовірно, пов'язана з тим, що під час великих свят храм не міг вмістити всіх віруючих і частина їх залишалася зовні. Для умов візантійської провінції та її приймача князівства Феодоро, по суті глушини, храм міг вважатися великим і багато прикрашеним.

## Сучасний стан храму Музеєфікація
Пам'ятка археології та архітектури «Укріплення Фуна» знаходиться за 2 км на північ від села Демірджі біля західного підніжжя гори Південне Демерджі. Найбільша довжина фортеці з півночі на південь 106 м; із заходу на схід — 56 м. Площа укріплення, що охороняється, — 0,52 га.
На початку 2000-х років охороною пам'ятника та екскурсійною діяльністю займалося муніципальне підприємство «Демерджі». Нині входить в експозицію Музею просто неба «Фортеця Фуна» «Історико-археологічного музею просто неба „Велика Алушта“». Об'єкт відкритий для екскурсій. Час відвідування зимового сезону з 9.00 до 17.00, у літній сезон з 8.00 до 20.00.